# Стая 309
Стая 309 (на турски: No: 309) e турски сериал, премиерно излъчен през 2016 г. Адаптация е на тайванският сериал „Обречен да те обичам“.

## Излъчване
| Сезон | Сезон | Епизоди | Начало на сезона  | Край на сезона   | Всички епизоди | ТВ сезон    | ТВ канал | Дата и час    |
| ----- | ----- | ------- | ----------------- | ---------------- | -------------- | ----------- | -------- | ------------- |
|       | 1     | 59      | 1 юни 2016        | 2 август 2017    | 1 – 59         | 2016 – 2017 | FOX      | сряда (20:00) |
|       | 2     | 6       | 20 септември 2017 | 25 октомври 2017 | 60 – 65        | 2017        | FOX      | сряда (20:00) |

## Излъчване в България
| Сезон | Сезон | Епизоди | Начало на сезона   | Край на сезона | Всички епизоди | ТВ сезон       | ТВ канал     | Дата и час           |
| ----- | ----- | ------- | ------------------ | -------------- | -------------- | -------------- | ------------ | -------------------- |
|       | 1     | 183     | 7 октомври 2017 г. | 5 май 2018 г.  | 1 – 183        | 2017 – 2018 г. | Диема Фемили | всеки уикенд (17:00) |
|       | 2     | 18      | 6 май 2018 г.      | 26 май 2018 г. | 184 – 201      | 2018 г.        | Диема Фемили | всеки уикенд (17:00) |

## Актьорски състав
- Демет Йоздемир – Лале Йенилмез-Саръхан
- Фуркан Палалъ – Онур Саръхан
- Сумру Яврочук – Сонгюл Йенилмез
- Нуршим Демир – Исмет Саръхан
- Гьокче Йозйол – Куртулуш Йорулмаз
- Джихан Ерджан – Ерол Саръхан
- Йозлем Токаслан – Йълдъз Саръхан
- Суат Сунгур – Фикрет Саръхан
- Севинч Ербулак – Бетюл Саръхан
- Бейти Енгин – Шади Саръхан
- Фатма Топташ – Нилюфер Йенилмез - Йорулмаз
- Ирем Хелваджиоулу – Пелинсу Ялън
- Пелин Улуксар – Нергис Йенилмез
- Мурат Тавлъ – Самет Йетиш
- Джерен Ташчъ – Филиз Саръхан
- Фатих Айхан – д-р Онур Сайгън
- Еда Йозел – Шебнем Ялън
- Йомрюм Нур Чамчакалъ – Гюлшах Йорулмаз

## В България
В България сериалът започва излъчване на 7 октомври 2017 г. по Диема Фемили и завършва на 26 май 2018 г. На 8 април 2019 г. започва повторно излъчване и завършва на 13 януари 2020 г. Ролите се озвучават от Ася Братанова, Йорданка Илова, Лина Златева, Владимир Колев, Стефан Сърчаджиев-Съра и Димитър Иванчев.